# Hochplattig
Hochplattig – najwyższy szczyt pasma Mieminger Kette. Leży w Austrii (w Tyrolu) nad miejscowością Mieming, 5 km od granicy z Niemcami. 
Pierwszego wejścia 11 sierpnia 1872 r., dokonał Hermann von Barth.